# Église Saint-Pierre de Bost
Pour les articles homonymes, voir Église Saint-Pierre.
L'église Saint-Pierre est une église catholique située à Bost, en France.

## Localisation
L'église est située dans le département français de l'Allier, sur la commune de Bost.

## Historique
L'édifice, de style roman et élevé au XIIe siècle, est inscrit au titre des monuments historiques, le 17 mai 1933.